# Peter Bongartz
Peter Bongartz (* 22. Mai 1942 in Greifswald) ist ein deutscher Schauspieler.

## Leben
Peter Bongartz machte 1961 Abitur und studierte danach acht Semester Philosophie. Von 1960 bis 1962 nahm er privaten Schauspielunterricht in Düsseldorf. Sein erstes Engagement erhielt er 1962 an den Wuppertaler Bühnen. Bis 1965 ging er auf Tourneen. Von 1965 bis 1967 war er Ensemblemitglied der Städtischen Bühnen Köln.
Zu dieser Zeit (1966) stand er auch erstmals vor Fernsehkameras, sein Debüt gab Bongartz in der kurzlebigen Serie Familie Leitmüller, einer Persiflage des Science-Fiction-Serienhits Raumpatrouille. Bis 1969 gab er Gastspiele unter anderem am Theater am Dom in Köln, im Theater Die Komödie in Frankfurt und an der Komödie im Marquardt in Stuttgart.
Es folgte 1969 eine Verpflichtung als Ensemblemitglied am Deutschen Theater in Göttingen. Seit 1971 arbeitet Peter Bongartz als freiberuflicher Schauspieler. So gastierte er 1974 an der Freien Volksbühne Berlin und von 1975 bis 1981 an den Düsseldorfer Kammerspielen.
Ab 1973 bildete das Fernsehen den Schwerpunkt seiner Tätigkeit. Bekannt machte ihn 1982 die Fernsehserie Ein Stück Himmel und 1983 seine Hauptrolle als Vic van Allen in der zweiteiligen Verfilmung des Patricia-Highsmith-Thrillers Tiefe Wasser. 1995 wurde im Auftrag des ZDF ein „Peter Bongartz Special“ mit dem Titel Glück auf Raten, in welchem er eine Doppelrolle übernimmt, produziert und gesendet.
Bongartz sprach auch in einigen Produktionen des Wiesbadener Tonstudios Braun die Rolle des Geisterjägers John Sinclair in der gleichnamigen Hörspielserie.

## Filmografie (Auswahl)
- 1966: Familie Leitmüller (Fernsehserie)
- 1967: Heißes Pflaster Köln
- 1968: Aktenzeichen XY (Fernsehserie)
- 1969: Diebelei (Fernsehfilm)
- 1972: Alexander Zwo (Fernsehserie)
- 1972: Lemmi und die Schmöker (Fernsehserie)
- 1974: Unter Ausschluß der Öffentlichkeit (Fernsehreihe)
- 1974: Tatort – Playback oder die Show geht weiter (Fernsehreihe)
- 1975: Tatort – Tod eines Einbrechers
- 1976: Tatort – Kassensturz
- 1977: Tatort – Finderlohn
- 1977: Der Weilburger Kadettenmord
- 1977: Es muß nicht immer Kaviar sein (Fernsehserie)
- 1979: Tatort – 30 Liter Super
- 1980: Tatort – Der Zeuge
- 1982: Tatort – Der unsichtbare Gegner
- 1982: Single liebt Single
- 1982: Ein Stück Himmel (Fernsehserie)
- 1982: Egmont
- 1983: Tiefe Wasser
- 1983: Derrick (Episode: Der Täter schickte Blumen)
- 1983: Der Alte – (Folge 74: Umsonst ist der Tod)
- 1984: Der Millionen-Coup (Fernsehserie)
- 1984: Das leise Gift
- 1984: Patrik Pacard (Fernsehserie)
- 1985: Derrick (Episode: Ein unheimlicher Abgang)
- 1985: Schöne Ferien – Urlaubsgeschichten aus Singapur und Malaysien (Fernsehreihe)
- 1986: Die Wächter (Fernsehserie)
- 1986: Rückfahrt in den Tod (Fernsehfilm)
- 1986: Kein Alibi für eine Leiche (Fernsehfilm)
- 1986: Derrick (Episode: Die Rolle seines Lebens)
- 1987: Beule oder Wie man einen Tresor knackt (Fernsehfilm)
- 1987: Der Alte – (Folge 119: Ein teuflischer Plan)
- 1987: Mrs. Harris – Der geschmuggelte Henry (Fernsehfilm)
- 1987: SOKO 5113 – (Folge 74: Frontenwechsel)
- 1987: Tatort – Tod im Elefantenhaus
- 1988: Der Alte – (Folge 126: Der Tod kommt selten allein)
- 1988: SOKO 5113 – (Folge 78: Auf freiem Fuß)
- 1988: Der Knick – Die Geschichte einer Wunderheilung (Fernsehfilm)
- 1989: Ein Fall für zwei (Episode: Donnerstag, letzter Akt)
- 1989: Die Männer vom K3 (Folge 4: Diamanten machen Freunde)
- 1989: Mission Eureka (6-teilige Fernsehserie)
- 1989: Derrick (Episode: Kisslers Mörder)
- 1989–1991: Knastmusik (Fernsehserie)
- 1990: Derrick (Episode: Tödliches Patent)
- 1993: Der Alte – Folge 182: Das Ende einer Ermittlung
- 1993: Das Sahara-Projekt (Fernsehserie)
- 1995: Glück auf Raten (Fernsehfilm)
- 1995: Tatort – Bienzle und die Feuerwand
- 1995: Flucht ins Paradies (3-Teiler)
- 1997: Tatort – Das Totenspiel
- 1997: Tatort – Willkommen in Köln
- 1998: Tatort – Tanz auf dem Hochseil
- 1998–2002: Julia – Eine ungewöhnliche Frau (Fernsehserie)
- 1999: Rosamunde Pilcher: Rosen im Sturm
- 2000: Utta Danella – Der schwarze Spiegel (Fernsehfilm)
- 2000: Das Phantom
- 2004: Das Traumschiff – Oman
- 2005: Meine große Liebe
- 2006: Utta Danella – Eine Liebe im September
- 2007: Mörderischer Frieden
- 2008: Ein Ferienhaus in Schottland (Fernsehfilm)
- 2008: Annas Geheimnis
- 2012: Pommes essen
- 2011–2012: Heiter bis tödlich: Fuchs und Gans (Fernsehserie)